# حمود عاصی
حمود عاصی، روستایی از توابع بخش بستان شهرستان دشت آزادگان در استان خوزستان ایران است.
حمود عاصی نام یکی از فرزندان شیخ عاصی فرزند شرهان از شیوخ به نام و معروف بنی طرف بوده است . شیخ عاصی رهبر جهاد بنی طرف  علیه انگلیس در دفاع از اسلام بود . فرزندان شیخ حمود ، عبدالجلیل -شبل - عبدالامیر - اسماعیل- عبدالصاحب - احمد - صالح - ناصر - قاسم و عبدالرضا می باشند.

## جمعیت
این روستا در دهستان بستان قرار دارد و براساس سرشماری مرکز آمار ایران در سال ۱۳۸۵، جمعیت آن ۱۲۹ نفر (۱۸خانوار) بوده‌است.